# Liste der Naturdenkmale in Untergruppenbach
| Naturdenkmale | Anzahl |
| ------------- | ------ |
| FND           | 5      |
| END           | 1      |
| Gesamt        | 6      |

Die Liste der Naturdenkmale in Untergruppenbach nennt die verordneten Naturdenkmale (ND) der im baden-württembergischen Landkreis Heilbronn liegenden Gemeinde Untergruppenbach. In Untergruppenbach gibt es insgesamt sechs als Naturdenkmal geschützte Objekte, davon fünf flächenhafte Naturdenkmale (FND) und ein Einzelgebilde-Naturdenkmal (END).
Stand: 1. November 2016.

## Flächenhafte Naturdenkmale (FND)
| Name                                         | Bild | Kennung     | Einzelheiten                                                                               | Position | Fläche Hektar | Datum         |
| -------------------------------------------- | ---- | ----------- | ------------------------------------------------------------------------------------------ | -------- | ------------- | ------------- |
| Feuchtgebiet „Unter der Mühle“               |      | 81250980003 | Untergruppenbach Südlich von Untergruppenbach gelegenes Areal; Schilflastig und moorastig. | ⊙        | 1,3           | 18. Juli 1986 |
| Hangwald an der Kuhsteige                    |      | 81250980006 | Untergruppenbach Im Osten des Ortsbereiches bzw. am westlichen Hang des Stettenfels'       | ⊙        | 0,7           | 18. Juli 1986 |
| Hohle im „Hoffeld“                           |      | 81250980002 | Untergruppenbach Westlich von Oberheinriet                                                 | ⊙        | 0,8           | 18. Juli 1986 |
| Hohlweg „Unterer Hohberg“                    |      | 81250980005 | Untergruppenbach Hohlweg östlich von Unterheinriet                                         | ⊙        | 0,1           | 18. Juli 1986 |
| Schilfsandstein-Steinbruch „Unterer Hohberg“ |      | 81250980004 | Untergruppenbach Östlich von Unterheinriet                                                 | ⊙        | 0,4           | 18. Juli 1986 |
| Legende für Naturdenkmal                     |      |             |                                                                                            |          |               |               |

## Einzelgebilde (END)
| Name                     | Bild | Kennung     | Einzelheiten                                                                                   | Position | Fläche Hektar | Datum         |
| ------------------------ | ---- | ----------- | ---------------------------------------------------------------------------------------------- | -------- | ------------- | ------------- |
| 1 Linde                  |      | 81250980001 | Untergruppenbach Linde östlich an/vor der Johanneskirche in der Ortsmitte von Untergruppenbach | ⊙        | 0,0           | 18. Juli 1986 |
| Legende für Naturdenkmal |      |             |                                                                                                |          |               |               |